# 板上芯片

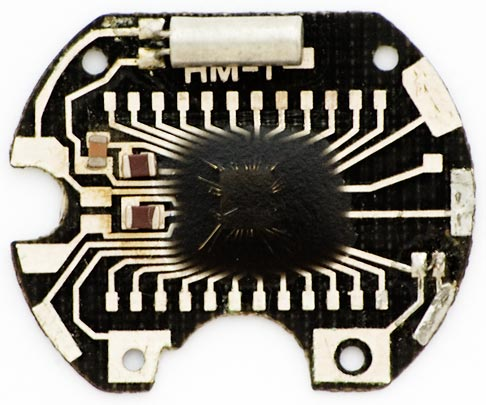
石英手表的印刷电路板，其时钟IC位于黑色环氧树脂滴下方。

板上芯片（Chip on Board，COB）是一种电路板封装技术，即将集成电路（例如微处理器）直接粘接或键合在印制电路板上，并以一层环氧树脂覆盖。该方法省略了传统单个半导体器件封装的步骤，从而使最终产品在成本、重量和体积方面更具优势。在某些情况下，COB结构还可以通过减少集成电路引脚的电感和電容，改善射频系统的性能。
COB 技术有效地整合了电子封装的两个层级：一级封装（元件）与二级封装（线路板），有时也被称为“1.5级封装”。

## 结构工艺
完成的半导体晶圓首先被切割成单个裸晶，每个芯片随后被固定在PCB上。芯片的端子与PCB上的导电走线之间的连接方式主要有三种。

### 倒装芯片

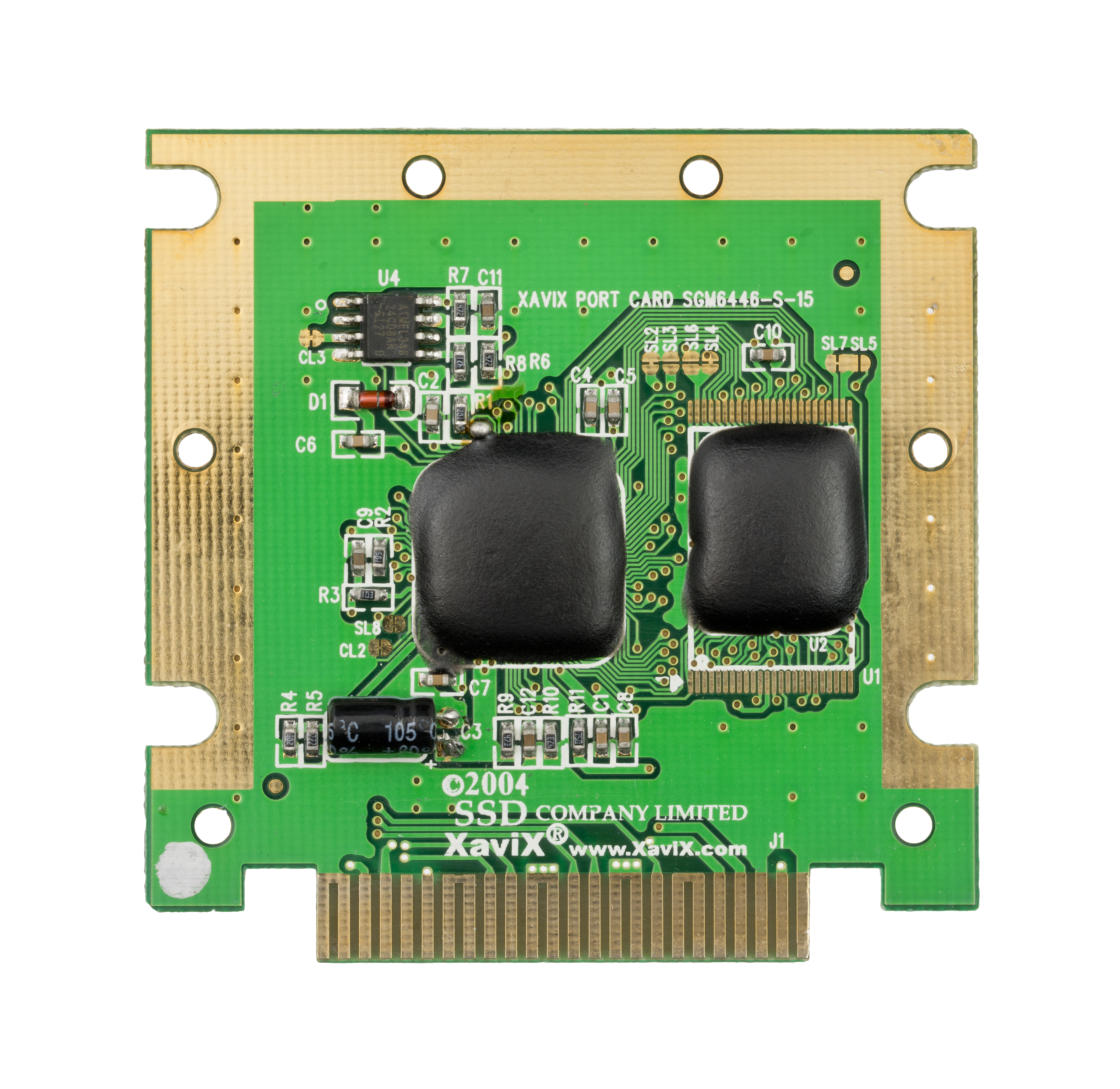
XaviX/XaviXPORT游戏主机的《网球》卡带，其主处理器并非内置于主机中，而是集成在游戏卡带上。

在引线键合中，芯片通过胶粘剂固定在电路板上。芯片上的每一个焊盘通过一根细引线分别与PCB上的相应焊点连接。这一工艺类似于传统的封装方式中芯片与引脚框架之间的连接，但在COB中，芯片直接与PCB连接。

### 引线键合
在倒装芯片技术中，芯片被倒置安装，其顶层金属化面朝向电路板。PCB的焊盘上预先放置微小焊球，在经过回流焊工艺后，芯片与PCB形成电气连接。

### 球顶封装

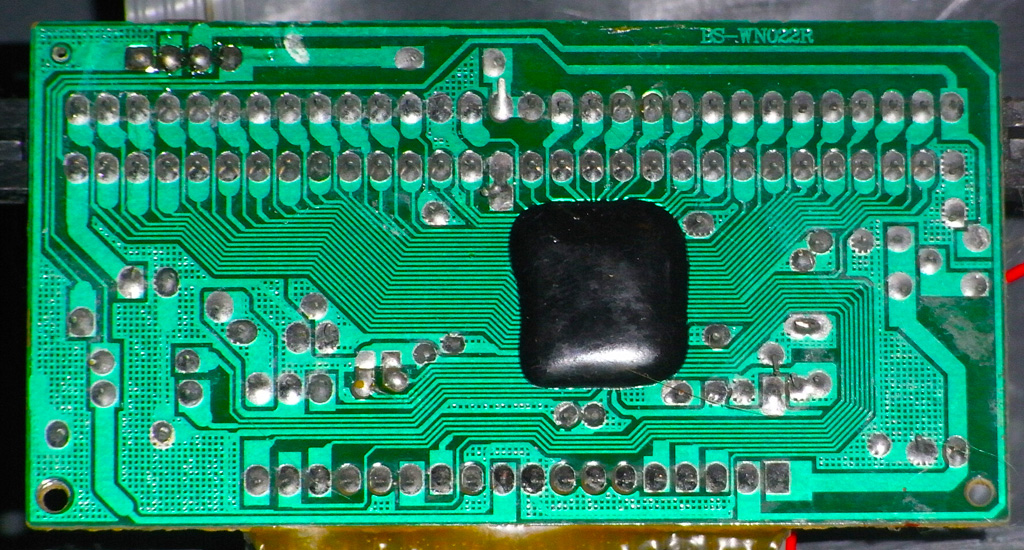
覆盖有深色环氧树脂的板上芯片（chip-on-board，COB）

球顶封装是COB封装工艺中的一种保护手段，也属于“敷形涂层”（conformal coating）的一种变体。该工艺通过在半导体芯片及其引线键合区域上覆盖一滴专门配制的环氧树脂或树脂材料，以提供机械支撑，并防止如指纹残留等污染物干扰电路的正常工作。球顶封装广泛应用于电子玩具和低端电子设备中。

### 柔性电路板
在载带自动键合工艺中，使用扁平金属带将芯片引脚连接至PCB，通过焊接实现电气连接。
无论采用哪种方式，芯片与其连接部位最终都会被封装材料包覆，以防止湿气或腐蚀性气体侵入芯片，同时保护引线或载带连接件免受物理损伤，并协助芯片散热。
PCB基板可直接组装进最终产品中，例如口袋计算器，或在多芯片模块中作为插拔模块使用。对于功耗较高的器件（如LED照明或功率半导体），基板通常包含散热层；而对于工作在微波频率下的设备，则需采用低损耗特性材料制成的基板。

## COB LED模块

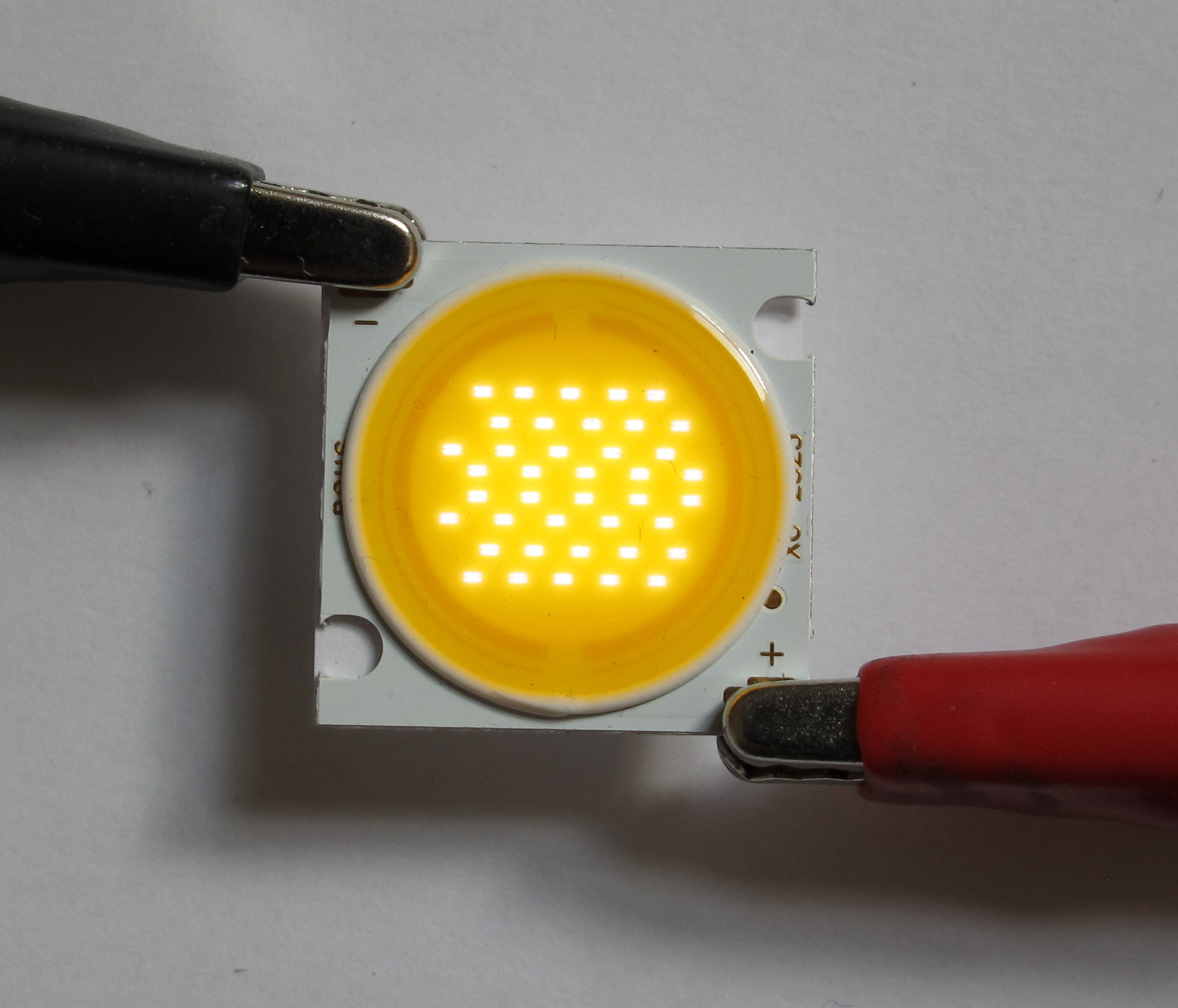
低电流驱动下的高功率COB LED，图中黄色表面下方为40颗蓝光功率LED芯片。

COB技术也广泛应用于LED照明领域，通过将多个发光二极管（LED）芯片集成于同一封装中，显著提高了照明效率。COB LED模块通常使用一层含有黄色Ce:YAG荧光粉的硅胶封装，可将蓝光LED发出的光转换为白光。此类COB结构通常安装在铝基板上，以便实现良好的热传导至散热片。COB LED模块可与多芯片模块或混合集成电路相比较，三者均可将多个芯片整合为单一功能单元。在部分新型LED灯泡中，COB结构的基板材料可能为玻璃、蓝宝石，甚至普通酚醛树脂。
若使用透明基板，LED芯片可“倒置”安装，使光线自下而上透过基板发出，从而提升出光效率。通常工艺流程为：芯片使用紫外光固化胶固定于基板，完成电气互连后，以一步工艺施加封装层及荧光粉，并添加背部反射层，以引导更多光线向外输出。